# Leptocerus foederatus
Leptocerus foederatus är en nattsländeart som först beskrevs av Georg Ulmer 1951.  Leptocerus foederatus ingår i släktet Leptocerus och familjen långhornssländor. Inga underarter finns listade i Catalogue of Life.